# NGC 63
NGC 63 (другие обозначения — UGC 167, MCG 2-1-30, ZWG 433.42, IRAS00151+1110, PGC 1160) — галактика в созвездии Рыбы.
Этот объект входит в число перечисленных в оригинальной редакции «Нового общего каталога».
Галактика была открыта немецким астрономом Генрихом Луи Д’Арре 27 августа 1865.
Галактика NGC 63 входит в состав группы галактик NGC 63. Помимо NGC 63 в группу также входят UGC 156 и UGC 191.